# Peter Kauffold

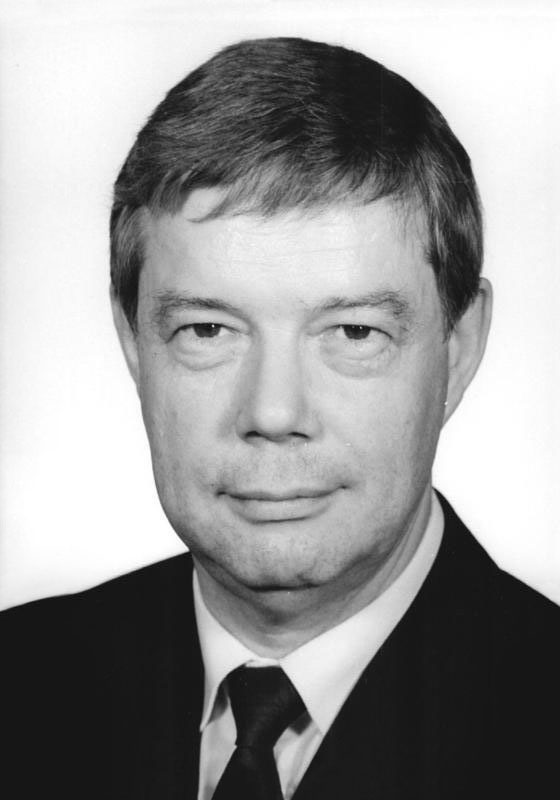
Peter Kauffold (1990)

Peter Kauffold (* 19. August 1937 in Magdeburg; † 28. April 2014 in Laage) war ein deutscher Politiker (SPD). Er war von April bis August 1990 Parlamentarischer Staatssekretär beim Minister für Ernährung, Land- und Forstwirtschaft der DDR und von 1998 bis 2002 Bildungsminister des Landes Mecklenburg-Vorpommern.

## Leben und Beruf
Peter Kauffold wurde als Sohn des Schmieds Karl Kauffold geboren. Nach dem Abitur 1954 in Magdeburg absolvierte Kauffold ein Studium der Biologie an der Universität Rostock, das er 1960 als Diplom-Biologe beendete. Anschließend war er bis 1990 als wissenschaftlicher Mitarbeiter am Forschungszentrum für Tierproduktion Dummerstorf-Rostock, dem heutigen Forschungsinstitut für Nutztierbiologie, tätig. 1966 erfolgte seine Promotion zum Dr. rer. nat. (Dissertation A) mit der Arbeit „Vergleichende Untersuchungen an intakten und degenerierten Eizellen der Maus bei Anwendung vitalcytologischer, cytologischer und cytochemischer Methoden“. Danach arbeitet er bis 1974 am Forschungsprogramm „Ernährung von Hochleistungskühen“ mit. 1975 habilitierte er sich zum Dr. sc. nat. (Dissertation B) an der Akademie der Landwirtschaftswissenschaften der DDR mit der Arbeit „Strukturen und Funktionen der Pansenschleimhaut und ihre Beeinflussung durch Nahrungsfaktoren“. Ab 1983 leitete Kauffold das interdisziplinäre Forschungsprojekt „Biologie der Reifung und Befruchtung bei Säugetieren“. Von 1983 bis 1990 war er Leiter der Abteilung „Angewandte Embryologie“ am Forschungszentrum Dummerstorf. Im September 1989 wurde er zum Professor an der Akademie der Landwirtschaftswissenschaften der DDR berufen.

## Partei
Im Januar 1990 wurde Kauffold Mitglied der SPD der DDR. Ab 1993 gehörte er dem SPD-Landesvorstand in Mecklenburg-Vorpommern an. Von 1993 bis 1999 war er stellvertretender SPD-Landesvorsitzender.

## Abgeordneter
Von März bis Oktober 1990 gehörte Kauffold der ersten frei gewählten Volkskammer der DDR an. 
Von 1990 bis 1993 war er Mitglied des Landtages von Mecklenburg-Vorpommern und hier Vorsitzender des Landwirtschaftsausschusses. 1993 rückte für ihn Eberhard Hoppe in den Landtag nach.

## Öffentliche Ämter
Am 12. April 1990 wurde Kauffold als Parlamentarischer Staatssekretär beim Minister für Ernährung, Land- und Forstwirtschaft in den von Ministerpräsident Lothar de Maizière (CDU) geleiteten Ministerrat der DDR berufen. Nach der Entlassung des Landwirtschaftsministers Peter Pollack am 16. August 1990 übernahm Kauffold die Wahrnehmung der Geschäfte des Ministers, schied aber, nachdem die SPD aus der Koalition ausgetreten war, schon am 20. August 1990 aus der Regierung aus.
Am 3. November 1998 wurde Kauffold zum Minister für Bildung, Wissenschaft und Kultur in der von Ministerpräsident Harald Ringstorff geführten Landesregierung von Mecklenburg-Vorpommern ernannt. Nach der Landtagswahl 2002 schied er am 6. November 2002 aus dem Amt.